# لودویگ فویرباخ و پایان فلسفه کلاسیک آلمان

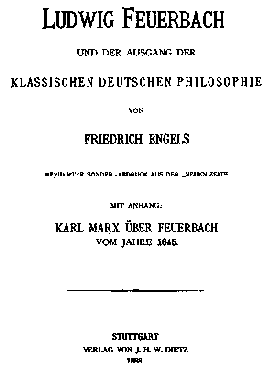
فردریش انگلس: لودویگ فویرباخ و فلسفه آلمانی آلمانی، اشتوتگارت 1888، دیتز

لودویگ فویرباخ و پایان فلسفه کلاسیک آلمان (آلمانی: Ludwig Feuerbach und der Ausgang der klassischen deutschen Philosophie) کتابی است که فردریش انگلس در سال ۱۸۸۶ نوشته است.
انگلس در پیشگفتار می‌گوید که نطفه این کتاب چهل سال قبل در زمان نگارش ایدئولوژی آلمانی شکل گرفته است. مارکس و انگلس در آن زمان نوعی تعهد نسبت به نقد فلسفه آلمانی برای خود قائل بودند و نظریه ماتریالیسم تاریخی خود را نقطه مقبل نظریات کلاسیک فلسفه آلمانی می‌دانستند. این تصمیم با نقد فلسفه هگلی و فلسفه مابعد هگل به ویژه اندیشه‌های لودویگ فویرباخ عملی شد.